# 博物館疲労

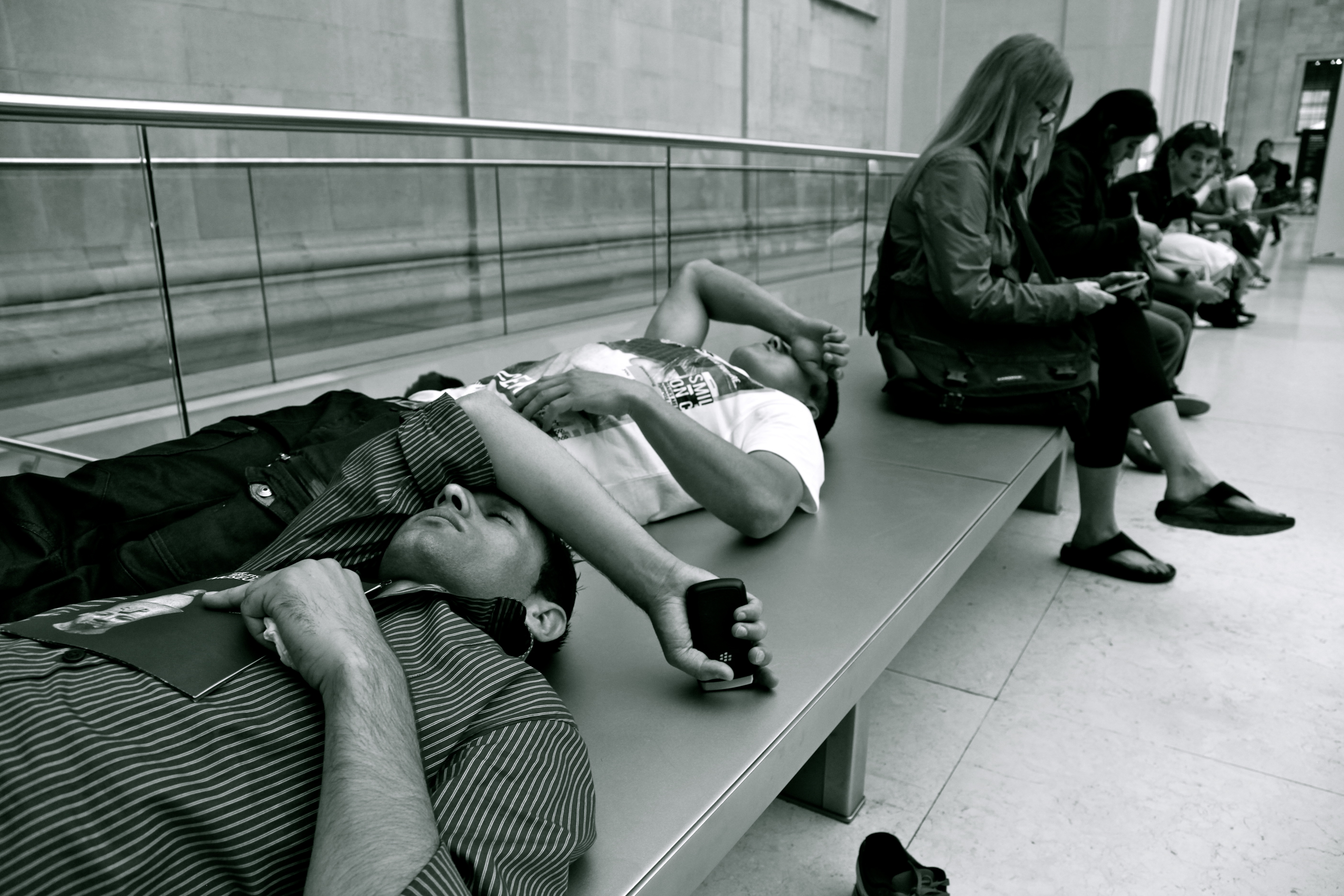
大英博物館の展示スペース外で休憩する来館者

博物館疲労（はくぶつかんひろう、museum fatigue）は、博物館ないしそれに類する文化施設の展示を見学することで引き起こされる身体的・精神的疲労のこと。博物館疲労を特徴づける一連の現象は1916年に初めて言及され、それ以降は大衆文化的・科学的文脈においてひろく関心を持たれてきている。
博物館疲労について、分かっている初出はベンジャミン・アイヴス・ギルマンが『The Scientific Monthly』誌の1916年1月号に寄稿したものだった。ギルマンが焦点を当てたのは、展示物の配置が博物館疲労に及ぼす作用についてだった。そして展示物の展示方法の良否が博物館疲労を引き起こす要因になると論じた。その後の研究として、1928年にエドワード・ロビンソンは、展示物の配置のありようから博物館疲労の多くの特徴を示した4つの博物館を特に挙げて、博物館疲労を論じた。アーサー・メルトンは、展示物の数が増えるにつれて来館者の展示物に対する注意力が薄れることを観察し、ロビンソンの説にさらなる証拠を提供した。
さらに最近の研究として、フォーク、コラーン、デーキング、ドレブロは1985年にフロリダ自然史博物館で博物館疲労について調べた。来館者を観察すると、最初の約30分間は館内のあらゆるものに高い関心を示すが、その後は関心が低まるという傾向が分かった。1997 - 98年にベヴェリ・セレルはその研究で、来館者は20分も経たないうちに博物館への興味を失なってしまうことを明らかにした。博物館疲労のようなものが動物園でも起こるか調べた研究もある。1986年の研究で、ビトグッド、パトスン、ベニフェルドはバーミンガム動物園の爬虫類舎を観察した。そしてその疲労の様態は博物館疲労のそれとは異なることが分かった。

## 要因
『Visitor Studies』誌の2009年の号に載った論文で、ビトグッドは博物館疲労を説明する要因として、疲労、似通った展示物に繰り返し接して十二分に満足してしまうこと、ストレス、情報過多、複数の刺激を同時に提示されることによる競合、有限の注意力を使い果たしてしまうこと、意思決定プロセス、といったものを挙げた。

### 肉体的・精神的消耗

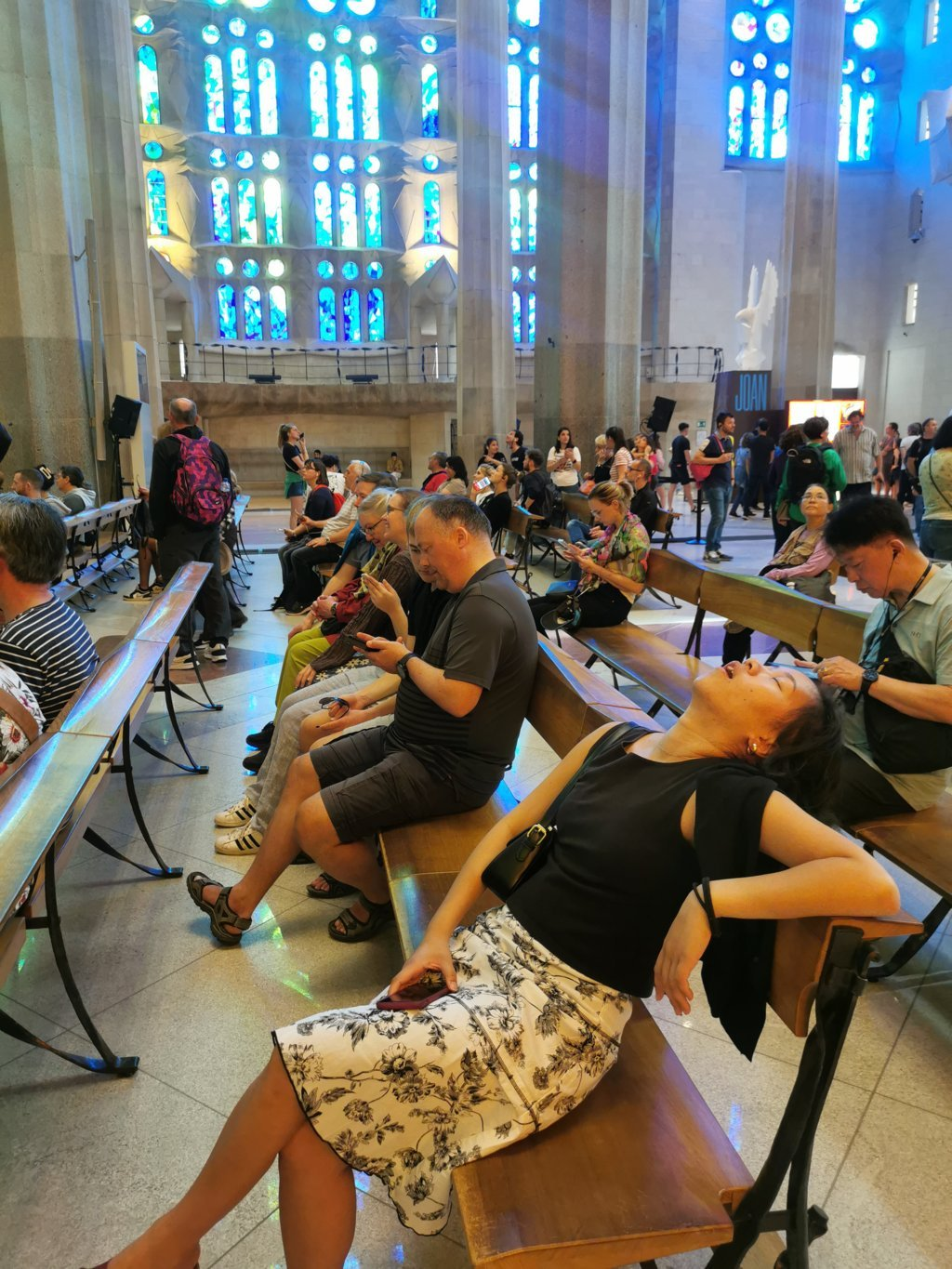
サグラダ・ファミリアでぐったりする観光客

消耗（疲労）は、肉体的なものと精神的なものに分けられる。肉体的な消耗は、長時間歩いたり、不適切な配置の展示物や説明書きを見ようとすることで引き起こされる。この点は ギルマンによる最初の博物館疲労の報告で強調されていた。精神的な消耗は、あれこれの展示物に高い注意力を向け続けながら時間を過ごしてゆくことで生じる。しかし博物館疲労における両種の消耗の重要性は、短時間の滞在でも博物館疲労が起こり得るという点で疑問視もされている。さらにビトグッドが言うところでは、できるだけ疲れないようにすることは来館者にとってためになるため、彼らは博物館疲労を軽減する効果的な手段をとるという。具体的には、長い説明書きは読まない、既定の順路を守る、休憩をとる、疲れる前に退館する、といったものである。

### 精神的満腹感
精神的満腹感（satiation, 十二分に堪能したという感覚）は博物館疲労の重要な要素としてしばしば言及される。来館者が数多くの似たような展示物を次々と見てゆく時、展示物に向ける興味の低下が高揚感の低下を伴なって見られる。カマレロとガリドは2018年の研究で、既定の順序で見た来館者より、自由な経路で見た来館者の方が精神的満腹感に達するのが遅かったことを示した。またそうした来館者の方が、観覧に対する満足感が高かった。

### 対象物の競合
対象物の競合 (object competition) は、同時に多くの刺激を提示されて注意力が低下するという点で特徴づけられる。同時並行的に見るか順番に見るかの違いを論じるという点で、対象物の競合は博物館疲労とは明確に区別されるが、両者は精神的満足感と取捨選択という観点で関係がある。メルトンが1935年に提唱した競合-散漫仮説 (competition-distraction hypothesis) によると、複数の刺激は注意を向ける対象として競合関係にあるため、対象物の密度が高くなるほど、個々の対象物に向ける注意は低下する。選択行為に着目した別の説は、2010年にビトグッドが提唱した注意-価値モデル (attention-value model) から来ている。これは来館者の注意の高低は個々の展示物にその人がどれだけ価値を感じているかに従うというものである。ここでいう価値は、効用（対象が興味深いか馴染みがある）と、コスト（対象を見るのにかかる時間と労力）の比率として与えられるため、複数の刺激を提示された来館者は、より効用が高いか、よりコストが低いものへと向かうことになる。

### 有限の注意力
人の持つ注意力が有限であるということは、来館者がそれぞれの展示物へ割り当てる注意力の量にも限りがあるということだ。それゆえ、既に見た展示物が増えるにつれ、残った注意力は減りがちになる。注意力の残量を減らしがちにする要因は他にもあり、例えば大きな騒音や閃光で気が散ったり、同行者との会話といったものがある。

### 意思決定プロセス
来館者の意思決定プロセスは館内での時間が経つにつれ変化する。来館者は特定の展示物だけ見ると決めて、よりメリハリをつけるようになる。これは身体的疲労、注意力の低下、精神的満腹感といった他の要因とも作用し合っていそうである。
博物館のデザインの悪さも博物館疲労の原因となりうるもので、それは主として上記の要因をさらに増強させてしまうことによる。とりわけ悪いデザインの博物館や展示物に出会った来館者は、それが示すいかなる情報も拒もうとするが、それは博物館疲労を避けようとしているのかもしれない。これらの要因は単独に作用するのではなく密接に関連し、その相互作用ゆえに時には分離するのが困難である。

## 学習における効果
注意力は学習の要因であるゆえ、教育施設としての博物館の役割において、博物館疲労は深刻な悪影響を及ぼし得る。フォークとデーキングは学習文脈モデル (Contextual Model of Learning, CML) を提唱し、博物館での体験とそれを通じた意味の獲得プロセスは次の三つの文脈が交差して生じるとした。
1. 個人的文脈
2. 社会文化的文脈
3. 物理的文脈

個人的文脈が伴なうものとして、一般的博物館ないし特定の博物館での過去の体験、本人の特質・興味・知識、博物館を訪れた動機が挙げられる。社会文化的文脈とは要するに、来館者や学芸員が属する文化の信条、習慣、共通の思考様式のほか、来館者が館内で体験する人的相互作用のことである。物理的文脈が扱うのは、建物の構造、館内の品々、展示物の構成、その他の感覚刺激となる。これら3つの文脈は明確に分離できるものではなく、相互に作用し合うものである。
キム、ディロン、ソングは2018年の研究で、科学博物館で学習する学生を調査した結果を学習文脈モデルに当てはめ、本人が既に持っている科学の知識とそれにそぐわない展示レベルが、彼らの博物館疲労にとって最も重要な要因の一部だと明らかにした。加えて、一緒に博物館を訪れた他の来館者やグループとのやりとりといった社会的要因も学習に影響を与えていた。

## 緩和策
博物館疲労を緩和するために博物館ができることの一つは、展示室に十分な椅子を設けることだ。アメリカ博物館同盟のブログによると「かつて1975年にボストン美術館は『どうぞお座りください』という新提案を始め、モダン家具のメーカーに館内の椅子のデザインと製作を依頼しました。こうしたベンチはアート作品であると同時に実用物ともなったのです。あらゆる種類の博物館で、新しい展示の構成要件にベンチを組み入れてください。展示の室内配置のデザインにそれを含めるようにし、展示物を増やすにあたりベンチを整理したくなった場合であろうと、それから動かさないようにしてください。」
ミュージアムショップやカフェのように、来館者が休息を取れる場所があるのも身体的疲労を和らげる助けになる。分かり易く適切に配置された説明書きも、身体的・精神的疲労を和らげる助けになる。展示物の種類の多様さやインタラクティブな体験を取り入れることは、来館者の精神的満腹感を軽減することが示されてきている 。対象物の競合、有限の注意力、意思決定プロセスといった博物館疲労の複数の要因は、展示物の密度を下げたり、特に大きなな音や閃光のような気を散らすものを制限することで緩和することができる。人混みの中をあちこち探し回るのではなく、順序よく見ていけるよう明確な配置をすることも、来館者の認知に不必要な負荷をかけないことの助けになる。しかし、来館者が自分で経路を決められるような充分な自由度は必要である。案内パンフレットや案内板は博物館疲労を緩和するものと考えられるが、案内板のデザインはその有効性を大きく左右するようである。来館者にとって難解すぎる案内板はあまり利用されず、本来便利なものであろうと顧みられないであろう。

## さらなる研究
博物館疲労の原因と影響を効果的に明らかにできるよう、この分野のさらなる研究が求められている。現代的なテクノロジーの登場により、例えば携帯電話のデータや自動追跡システムなど、来館者の行動を研究する新しい手法が現れており、これらにより博物館疲労という複雑な現象をより良く理解できるようになるかもしれない。